# Devery Jacobs
Devery Jacobs, nata Kawennáhere Devery Jacobs (Kahnawake, 8 agosto 1993), è un'attrice canadese.
Ha ottenuto una nomination al Canadian Screen Award come "migliore attrice" al 2nd Canadian Screen Awards per la sua interpretazione in Rhymes for Young Ghouls.

## Carriera
Ha recitato nei film South of the Moon e Assassin's Creed: Lineage, così come nella serie televisiva Stephen King's Dead Zone, Being Human e Mohawk Girls.
Nel 2013 ha interpretato la protagonista nel film Rhymes for Young Ghouls, presentato in anteprima al Toronto International Film Festival del 2013, ottenendo la nomination di migliore attrice protagonista al Canadian Screen Award.
Nel 2019 ha recitato nella seconda stagione di American Gods, interpretando una giovane donna, Cherokee. In un'intervista disse: "Mi identifico come strana, e non di buon umore, perché io sono Mohawk" e che Neil Gaiman (autore dei romanzi su cui si basa la serie) ha fortemente sostenuto che lei sarà cast.
Sempre nel 2019, ha interpretato un ruolo ricorrente come Lilith Bathory nella prima stagione della serie Netflix, The Order.

## Video musicali
Nel 2014, è apparsa nel video musicale "Sisters" della band A Tribe Called Red.

## Vita privata
Jacobs è Mohawk. Al momento della sua esibizione in Rhymes for Young Ghouls era una studentessa del programma di intervento correttivo del John Abbott College.
Si è dichiarata apertamente lesbica.

## Filmografia parziale

### Cinema
- South of the Moon, regia di Antonio DiVerdis (2008)
- Rhymes for Young Ghouls, regia di Jeff Barnaby (2013)
- The Land of Rock and Gold, regia di Daniel Redenbach e Janine Windolph (2016)
- The Sun at Midnight, regia di Kirsten Carthew (2016)
- Another WolfCop, regia di Lowell Dean (2017)
- The Lie, regia di Veena Sud (2018)
- Blood Quantum, regia di Jeff Barnaby (2019)
- Rustic Oracle, regia di Sonia Bonspille Boileau (2019)
- Bootlegger, regia di Caroline Monnet (2021)
- This Place, regia di V. T. Nayani (2022)

### Televisione
- The Dead Zone – serie TV, episodio 6x04 (2007)
- Assassin's Creed: Lineage, regia di Yves Simoneau – miniserie TV (2009)
- By the Rapids – serie TV, episodio 4x01 (2012) – voce
- Being Human – serie TV, episodio 3x02 (2013)
- Mohawk Girls – serie TV, 10 episodi (2014-2015)
- Cold – serie TV, 10 episodi (2016)
- This Life – serie TV, 7 episodi (2016)
- Cardinal – serie TV, 6 episodi (2018)
- American Gods – serie TV, episodi 2x03-3x06 (2019-2021)
- The Order – serie TV, 13 episodi (2019-2020)
- Reservation Dogs – serie TV, 25 episodi (2021-2023)
- Rutherford Falls - Amici per la vita (Rutherford Falls) – serie TV, episodi 1x04-1x06-1x07 (2021)
- Echo – miniserie TV, 5 episodi (2024)

### Doppiatrice
- Kahhori - What If...? – serie animata, 4 episodi (2023-2024)
- Alasie - Ark: The Animated Series – serie animata, 2 episodi (2024)

## Doppiatrici italiane
Nelle versioni in italiano dei suoi lavori, Devery Jacobs è stata doppiata da:
- Giulia Franceschetti in Reservation Dogs, Echo
- Arianna Craviotto in The Lie
- Eva Padoan in The Order
- Luna Iansante in Rutherford Falls - Amici per la vita

Da doppiatrice è stata sostituita da:
- Giulia Franceschetti in What If...?